# Chris Matheson (scénariste)
Pour les articles homonymes, voir Chris Matheson et Matheson.
 (juin 2018).
Si vous disposez d'ouvrages ou d'articles de référence ou si vous connaissez des sites web de qualité traitant du thème abordé ici, merci de compléter l'article en donnant les références utiles à sa vérifiabilité et en les liant à la section « Notes et références ».
Chris Matheson, né le 25 février 1959 à Los Angeles, en Californie, sous le nom de Christian L. Matheson, est un scénariste et producteur américain.

## Biographie
Chris Matheson est le fils de l'écrivain Richard Matheson et est le frère de l'écrivain et scénariste Richard Christian Matheson et de la productrice et scénariste Ali Marie Matheson. Il a fait ses études à l'Université de Californie.
Il est principalement connu pour avoir créé, avec Ed Solomon, les personnages de Bill et Ted en ayant écrit les films L'Excellente Aventure de Bill et Ted et Les Folles Aventures de Bill et Ted.
Il a également travaillé en tant que scénariste sur des films tels que Mom and Dad Save the World, Dans ses rêves ou le long-métrage d'animation des studios Disney Dingo et Max.
Il publie, en 2015, un livre intitulé The Story of God: A Biblical Comedy about Love (and Hate), une relecture de la Bible, écrite du point de vue d'un athéiste.

## Œuvres

### Scénariste
- 1989 : L'Excellente Aventure de Bill et Ted (avec Ed Solomon)
- 1991 : Les Folles Aventures de Bill et Ted (avec Ed Solomon)
- 1992 : Mom and Dad Save the World
- 1993 : Mike the Detective (court-métrage)
- 1995 : Dingo et Max
- 1996 : Mr. Wrong
- 2000 : Ma sœur est une extraterrestre (en) (téléfilm)
- 2001 : The Wise Ones (scénariste et réalisateur)
- 2003 : Evil Alien Conquerors (en) (scénariste et réalisateur)
- 2007 : Monkeys (scénariste et réalisateur)
- 2009 : Dans ses rêves (avec Ed Solomon
- 2013 : Rapture-Palooza (en) (scénariste et producteur exécutif)
- 2020 : Bill and Ted Face the Music de Dean Parisot